# Luis Ernesto Riera Zavala
Luis Ernesto Riera Zavala (n. 5 de agosto de 1957) es un pintor latinoamericano representante del realismo mágico, nacido en Punta Cardón, Venezuela.

## Trayectoria
Su infancia y adolescencia la vive junto a sus padres y tres hermanos en su país natal. Influenciado por el colorido, la frescura de la naturaleza y la diversidad  cultural en la que se encuentra inmerso, se encamina en el mundo del arte.
En 1977 comienza sus estudios de arte puro, con mención en arte y decoración en la Escuela Nacional de Artes Plásticas “Cristóbal Rojas”. Participa en el taller  de trabajo “Cubo Negro” en Caracas de 1978 a 1980). Posteriormente en 1981, a sus veinticuatro años y convencido de su pasión por el arte, decide viajar a México, en donde cursa la licenciatura en artes plásticas en la Escuela Nacional de Pintura, Escultura y Grabado en “La Esmeralda”, perteneciente al Instituto Nacional de Bellas Artes  (INBA) y la Secretaría de Educación Pública (SEP). Finalmente  en 1986, toma un curso de dibujo en la Escuela Nacional de Pintura, con el Maestro Gilberto Aceves Navarro. Es tanto su amor por la pintura que decide quedarse en México, donde ejerce su carrera presentándose en diversas exposiciones, tanto individuales como colectivas. Su naturaleza creativa fue enriquecida con las experiencias de otros grandes artistas tales como Francisco Toledo o Gabriel García Márquez.[cita requerida]

## Estudios
- Licenciatura en artes plásticas: Escuela Nacional de Pintura, Escultura y grabado “La Esmeralda”, perteneciente al Instituto Nacional de Bellas Artes y a la Secretaría de Educación Pública. México, D.F. 1981 a 1986.
- Estudios de arte puro: Escuela Nacional de Artes Plásticas “Cristóbal Rojas”, Caracas, Venezuela, de 1977 a 1980.
- Taller de trabajo “Cubo negro”: Caracas, Venezuela, de 1978 a 1980.
- Estudios de diseño gráfico: Escuela de Diseño y Artesanías Instituto Nacional de Bellas Artes y Secretaría de Educación Pública. México, D.F., 1984.
- Curso de dibujo: Escuela Nacional de Pintura, con el maestro Gilberto Aceves Navarro, México, D.F. 1986.

## Técnicas
- Pintura acrílica y óleo sobre tela (principal).
- Collages.
- Esculto/pintura.
- Grabado.

## Materiales
Elementos de carga en forma de textura, con materiales tales como:
- Polvo de mármol.
- Arena.
- Madera.
- Piedras semi-preciosas.
- Metal.

## Exposiciones Colectivas
- 1978 En fila, Hipódromo de la rinconada, Venezuela.
- 1979  2° lugar Salón de jóvenes artistas falconianos,  Estado Falcón, Venezuela.
- 1984 Exposición de Los talleres de grabado en la ENEPEG,  La Esmeralda, México, D.F.
- 1984 IV salón de arte joven, Aguascalientes, México.
- 1984 El salón de arte joven en el Auditorio Nacional de la ciudad de  México, D.F.
- 1984 Muestra de dibujo y grabado en la Galería del jardín del arte A.C. México, D.F.
- 1985 V Encuentro nacional de arte joven Casa de la Cultura de Aguascalientes y el Palacio de Bellas Artes, Aguascalientes, México.
- 1986 Exposición de serigrafías en al ENEPEG. La Esmeralda, México, D.F.
- 1987 Paisaje veracruzano en la Universidad Cristóbal Colón, Veracruz, México.
- 1987 Anagnorisis en el Centro Cultural Domecq, México, D.F.
- 1987 50 años de lucha por la alimentación CONASUPO en la Galería del Auditorio Nacional de la Ciudad de México, D.F.
- 1989 Colectiva de invierno en la Galería José María Velasco, México, D.F.
- 1990 9 a 10 milenio visión pictórica de Brasil, Colombia, Nicaragua y Venezuela en México, en el Claustro de Sor Juana, México, D.F.
- 1989 Encuentro de Plástica Iberoamericana en la Galería de la Lotería Nacional, México, D.F.
- 1991 180 aniversario de las fuerzas armadas de Venezuela en la Embajada de la República Bolivariana en México, D.F.
- 1991 Sin Diferendo Alguno artistas de Colombia y Venezuela en México, en la Galería de arte y promoción, México, D.F.
- 1991 Exposición colectiva en el Museo Nacional de Antropología e Historia de la Ciudad de México, D.F.
- 1995 Feria del arte en el Colegio Albatros, México, D.F.
- 1995 Exposición colectiva en el Museo Casa Carranza, México, D.F.
- 2002 Itinerantes, arte de Venezuela en México en las instalaciones de la Fundación Sebastián, A.C. México, D.F.
- 2008 Encuentro de Pintores Venezolanos en México  en la Galería Armando Reverón de la Embajada de la República Bolivariana de Venezuela en México, D.F.
- 2011 Exposición colectiva, Las cuatro estaciones, Londres, Inglaterra.

## Exposiciones Individuales
- 1983 Te amaré por todas mis pestañas en la Galería de la Escuela de Diseño y Artesanías, México, D.F.
- 1987 Barroco tormentoso Galería Nacional de la escuela de Pintura, Escultura y Grabado “La  Esmeralda”, perteneciente al Instituto Nacional de Bellas Artes, México, D.F.
- 1987 Selección – Barroco tormentoso, Galería Radio Educación, México, D.F.
- 1987 Barroco Galería José María Velasco, Instituto Nacional de Bellas Artes y la Secretaría de Educación Pública, México, D.F.
- 1994 Galería Armando Reverón de la Embajada de la República Bolivariana de Venezuela en México, D.F.
- 2005 Naturaleza Viva  Espacio alternativo Banamex, México, D.F.
- 2006 Cara-luna en la Galería del Hotel Plaza, México, D.F.
- 2006 De natura Profanis en el Restaurante / Galería “Red fly”, México, D.F.
- 2007 Presentación de obra reciente 2007 en la Galería Armando Reverón de la Embajada de la República Bolivariana de Venezuela en México, DF.
- 2008 Orgánica en la Galería Plaza, México, D.F.
- 2009 Presentación de obra reciente 2009 en la Galería/Restaurante “Piola”, México, D.F.
- 2010 Presentación de obra reciente 2010 Restaurante/ Galería “la Galerie” Cholula, Puebla.
- 2010 Presentación de obra reciente 2010 Universidad La Salle (México).